# Rio Huai
A fronteira entre a dinastia Song e a dinastia Jin é mostrada segundo o Rio Huai
O rio Huai ou Huai He (淮河, pinyin: Huái Hé) é um curso de água localizado no centro da China, com um percurso de oeste para este. Fica a meio caminho entre o Yangtzé e o rio Amarelo. Nasce na província de Honã e banha as províncias de Anhui e Jiangsu.
É um rio muito vulnerável a desprendimentos de terra nas margens. É considerado, em conjunto com o Yangtzé, como um dos rios que divide cultural, económica e linguisticamente a China em China do Norte e China do Sul.
O Huai fluía até 1191 na direcção do mar, mas nesse ano o rio Amarelo sofreu uma variação no seu curso que o fez dirigir-se mais para sul, interrompendo a trajectória do Huai. O rio Amarelo mudou diversas vezes de percurso nos 700 anos seguintes. O impacto dos sedimentos que deixaram estas variações foi tão forte que, quando se produziu a última modificação do rio Amarelo em 1897, o Huai He já não seguia pelo seu trajecto natural. O rio fica agora represado perto do lago Hongze e continua o seu caminho para sul, rumo a Yangzhou e ao rio Yangtzé. Este curso invulgar faz com que o rio seja muito sujeito a causar inundações, a mais terrível das quais foram as  inundações na China de 1931.